# Hausbuch (Schloss Wolfegg)

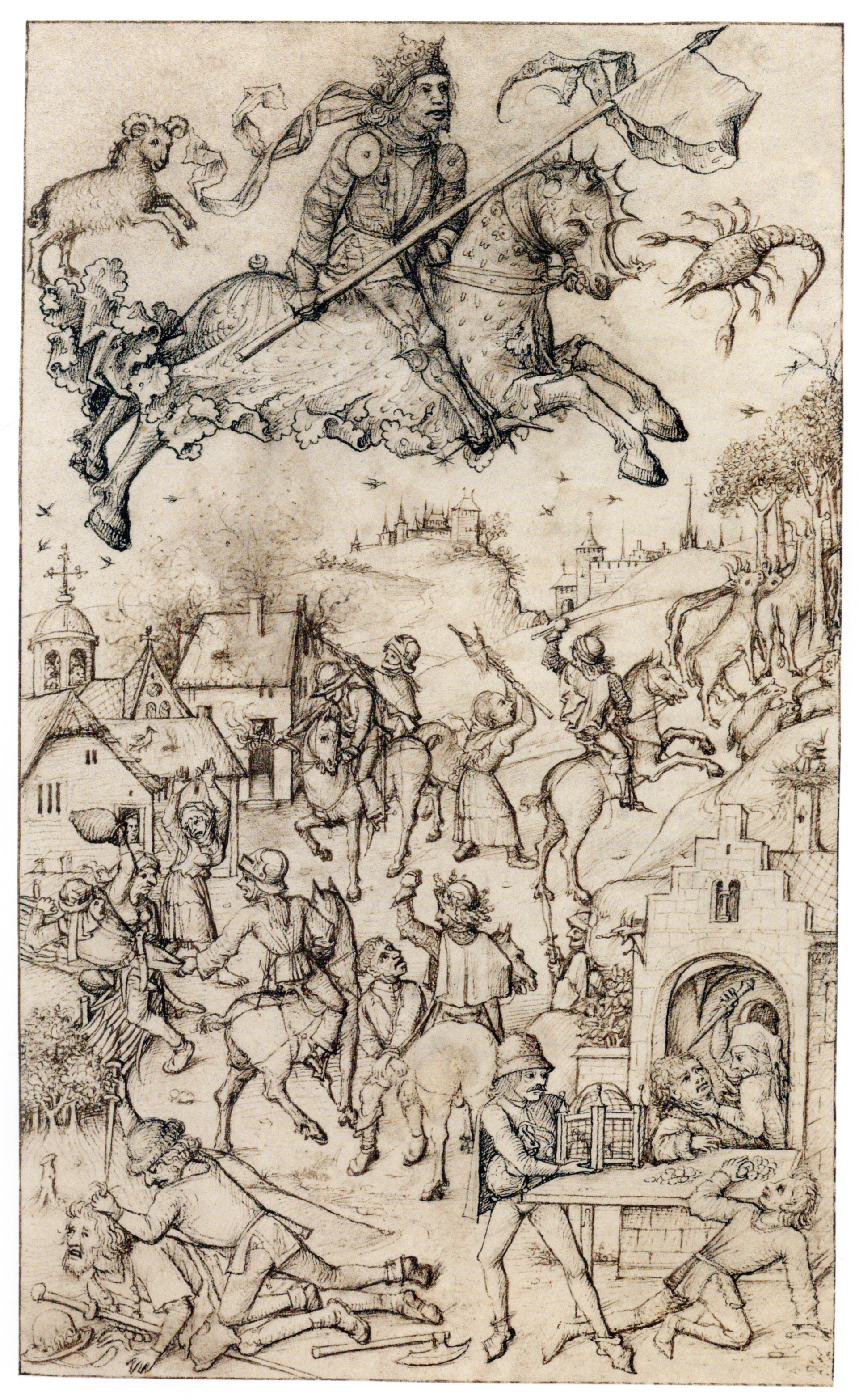
„Mars und seine Kinder“ aus der Folge der Planetenbilder (fol. 13r)

Das Mittelalterliche Hausbuch von Schloss Wolfegg ist ein um etwa 1480 von mehreren Künstlern und Schreibern vermutlich am Mittelrhein geschriebenes und illustriertes handschriftliches Kompendium zu verschiedenen Themen des für einen Adeligen und Familienvorstand nützlichen praktischen Wissens. Berühmt ist das Hausbuch jedoch vor allem für seine lebendigen Bilder, um deren Urheber unter dem Notnamen Meister des Hausbuches eine intensive Diskussion geführt wird. Die figurenreichen Zeichnungen gewähren einen lebendigen Einblick in das Alltagsleben am Übergang vom Spätmittelalter und Früher Neuzeit.

## Zur Gattung der Handschrift und dem Begriff „Hausbuch“
Als die titellose Wolfegger Handschrift im 19. Jahrhundert für die Wissenschaft und ein breites Publikum entdeckt wurde, dachte man an die Gattung der Hausbücher, um das Werk zu beschreiben. Als Hausbücher werden Sammelhandschriften berufs- oder standesbezogener Inhalte bezeichnet, die besonders typisch für das 16. Jahrhundert und spätere Zeiten sind. Diese Schriften wurden zunächst von der adeligen Oberschicht, im 16. Jahrhundert auch von wohlhabenden und gebildeten Bürgern in Auftrag gegeben. Unterschieden werden drei unterschiedliche Typen der in den Hausbüchern gesammelten Texte: die sogenannte Hausväterliteratur, in der es vor allem um die richtige Bewirtschaftung, die oikologia, eines Hauswesens geht, die Artesliteratur mit Beschreibungen des Waffen- und Kriegswesens und die Erbauungsliteratur, die Zusammenstellung geistlicher Texte für den Hausgebrauch. Darüber hinaus finden sich in den Hausbüchern auch Texte, die sich auf die Biographie des Auftraggebers beziehen oder auf diesbezügliche besondere Ereignisse eingehen. Hausbücher sind sowohl für die Literaturwissenschaft als auch für die Geschichtswissenschaft von hohem Rang, weil sie, zumal in ihren Illustrationen, einzigartige Quellen darstellen für eine Vorstellung des spätmittelalterlichen Lebens. Zum Ende des 16. Jahrhunderts, in dem zum Teil auch Druckwerke in die Hausbücher eingingen, wurde diese Form der Schriftensammlung eingestellt, die vorhandenen Werke aber zuweilen weitervererbt und in Privatbesitz bewahrt.
Die Wolfegger Handschrift ist jedoch kein typischer Vertreter der Gattung des "Hausbuches". Sie folgt vielmehr einer Wissensorganisation, wie sie für Fürstenspiegel typisch war, übertrifft aber auch diese Gattung durch die reiche Bebilderung.

## Inhalt und Aufbau
Von den ursprünglich 98 Pergamentblättern des Mittelalterlichen Hausbuchs von Wolfegg sind 63 Blätter in 9 Lagen erhalten. Auf ihnen finden sich 47 (teil-)kolorierte Federzeichnungen im Format 25 × 15 cm (ganzseitig) bzw. 35 × 26 cm (doppelseitig), die zum großen Teil auf die lateinischen und deutschen Texte Bezug nehmen und seit ihrem Bekanntwerden im 19. Jahrhundert im Mittelpunkt des Interesses standen. Sie werden heute mindestens drei verschiedenen Zeichnern und unterschiedlichen Koloristen bzw. Ateliergemeinschaften zugeordnet. Übereinstimmungen mit dem sogenannten Meister des Amsterdamer Kabinetts (der deshalb auch Meister des Hausbuchs genannt wird) sind ebenso festzustellen wie Übereinstimmungen mit dem Großen Kartenspiel des Spielkartenmeisters E. S.
Die Themen der Illustrationen reichen von zwei seitenfüllenden Wappen und astrologischen Planetenbildern über den adeligen Zeitvertreib (Turniere, Jagd, Bade- und Frauenhäuser, amouröse Szenen) bis hin zu technischen Illustrationen in der Tradition des Bellifortis (Haus-, Handwerks- und Kriegsgeräte, Bergwerkstechnik sowie militärische Strategien). Die Sammlungseinheiten weisen unterschiedliche Formen auf, die kalligraphisch gestaltete Texte, Bild-Text-Kompositionen oder reine Bildfolgen aufweisen.
Die Zusammenstellung wird als Argument herangezogen, dass sich der Charakter der Sammlung im Laufe ihrer Entstehung geändert hat. Sind die ersten Lagen, vom Schreiber noch besonders geschmückt, als Prachthandschrift angelegt und mit ihren reich bebilderten Themen des adeligen Lebens konservativ, so zeigen die von einem anderen Schreiber in einer einfacheren Bastarda angelegten Partien nach der Zäsur durch das wiederholte Wappen eine stärkere Hinwendung zur unmittelbaren Verwertbarkeit, an der sich auch die Bilder orientieren, so zum Beispiel die Passagen zur Hüttentechnik oder zu den Rezepturen. Es gibt aber auch Stimmen, die im Hausbuch ein zusammenhängendes Programm sehen, das nicht vollständig umgesetzt wurde.

### Mögliche Wappen des Auftraggebers

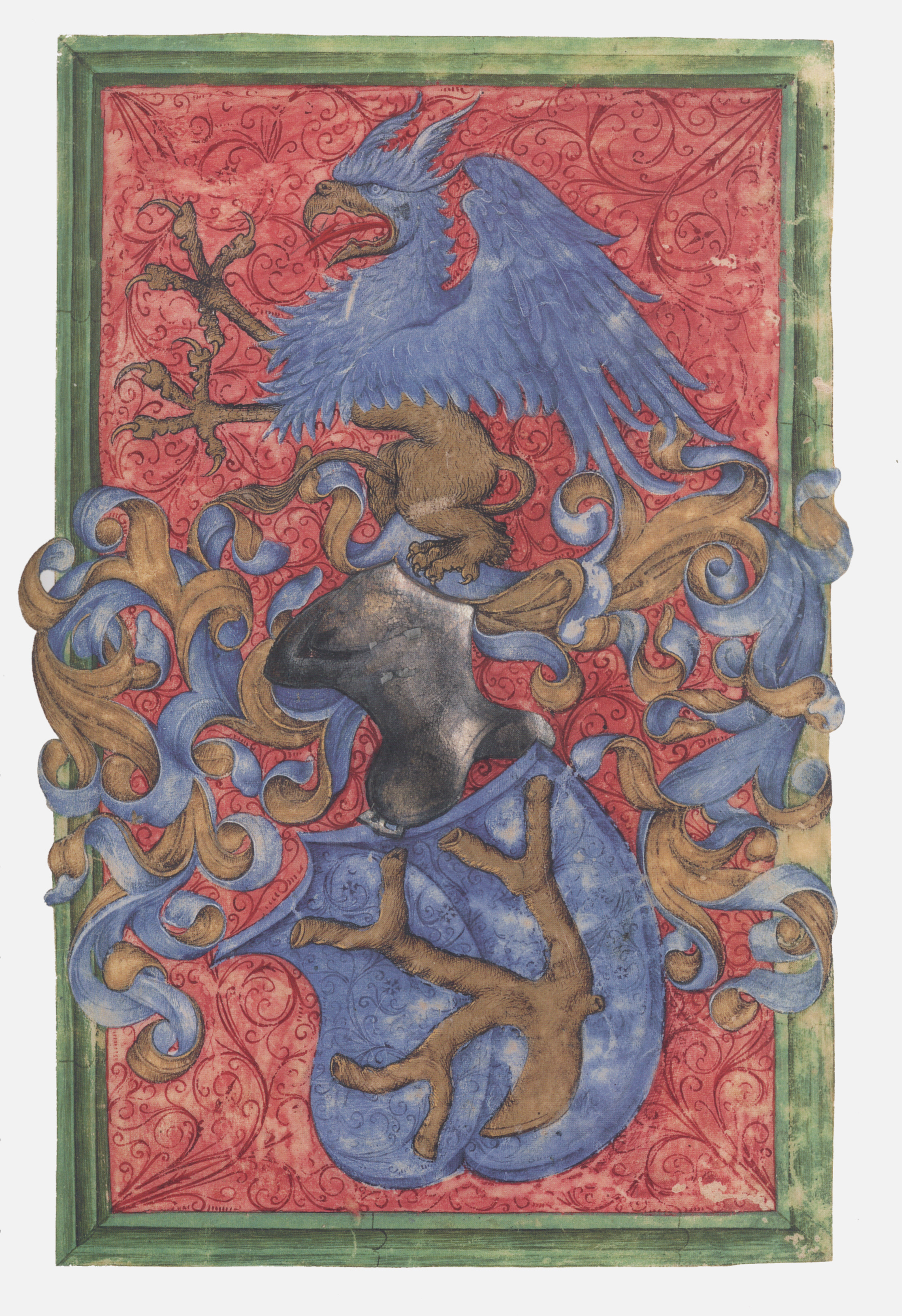
Wappenbild (fol. 2r)

Der Auftraggeber des Hausbuches ist unbekannt. Das Buch beginnt mit einem kolorierten Wappenbild (fol. 2r), das vielleicht Hinweise auf einen Auftraggeber bietet. Der Schild zeigt in blau einen goldenen Baumstumpf mit drei Ästen, die sich wiederum in je zwei Äste gabeln; im Oberwappen einen silbernen Stechhelm und einen Greifen als Helmzier. Auf fol. 34v, also etwa in der Mitte der Handschrift, wird das Wappen nochmals ganzseitig – nun allerdings unkoloriert und mit einer Schaller als Helmzier – gezeigt.
Das (womöglich „redende“) Wappen konnte bisher keiner Familie zugeordnet werden; der Auftraggeber bleibt unbekannt. Ein Versuch im Jahre 1975, das Wappen mit den Ästen einer Familie von Ast zuzuordnen, konnte nicht verifiziert werden. Weitere Zuordnungsmöglichkeiten wären etwa die Familiennamen Klotz, Stange oder Buchner.
Eine jüngere Arbeit schlägt den Mainzer Erzbischof Berthold von Henneberg als Auftraggeber und Erzherzog Maximilian von Habsburg als ursprünglichen Adressaten vor.

### Artisten

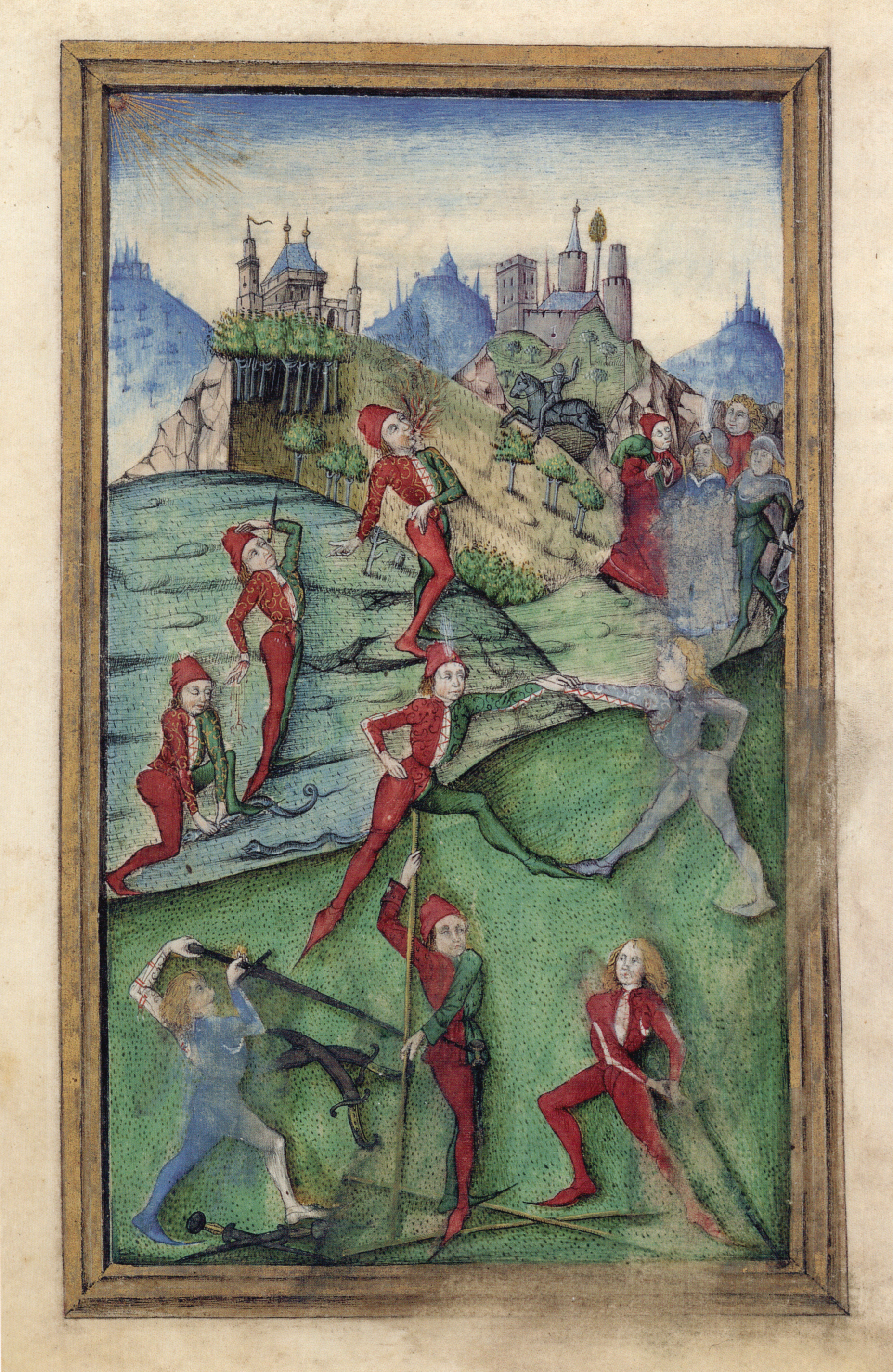
Gaukler (fol. 3r)

Die ganzseitige Zeichnung auf dem folgenden Blatt (fol. 3r) zeigt acht Gaukler und deren Zuschauer in einer Hügellandschaft vor fünf mit Burgen bewehrten Bergen. Viele Teile des Bilds sind Kupferstichen des Meisters E. S. nachgebildet: Die Zuschauergruppe entstammt einem „Martyrium des Hl. Sebastian“, die Gaukler der „Menschen-Vier“ aus dem „Großen Kartenspiel“, eine der Burgen und ein Reiter dem „Großen Liebesgarten“.
Die Miniatur könnte als eine Einführungsillustration zu den folgenden Kapiteln über die „Freien Künste“ Gedächtniskunst und Astrologie gedacht sein. Der genaue Sinn ist aber nicht eindeutig zu entschlüsseln, da der originale Aufbau des Hausbuchs nicht abschließend geklärt ist.
Daniel Hess geht für die Gauklerszene von einem anderen Urheber aus als für die anderen Illustrationen des Buchs und bezeichnet diesen als „Meister der Gauklerszene im Hausbuch“.

### Gedächtniskunst

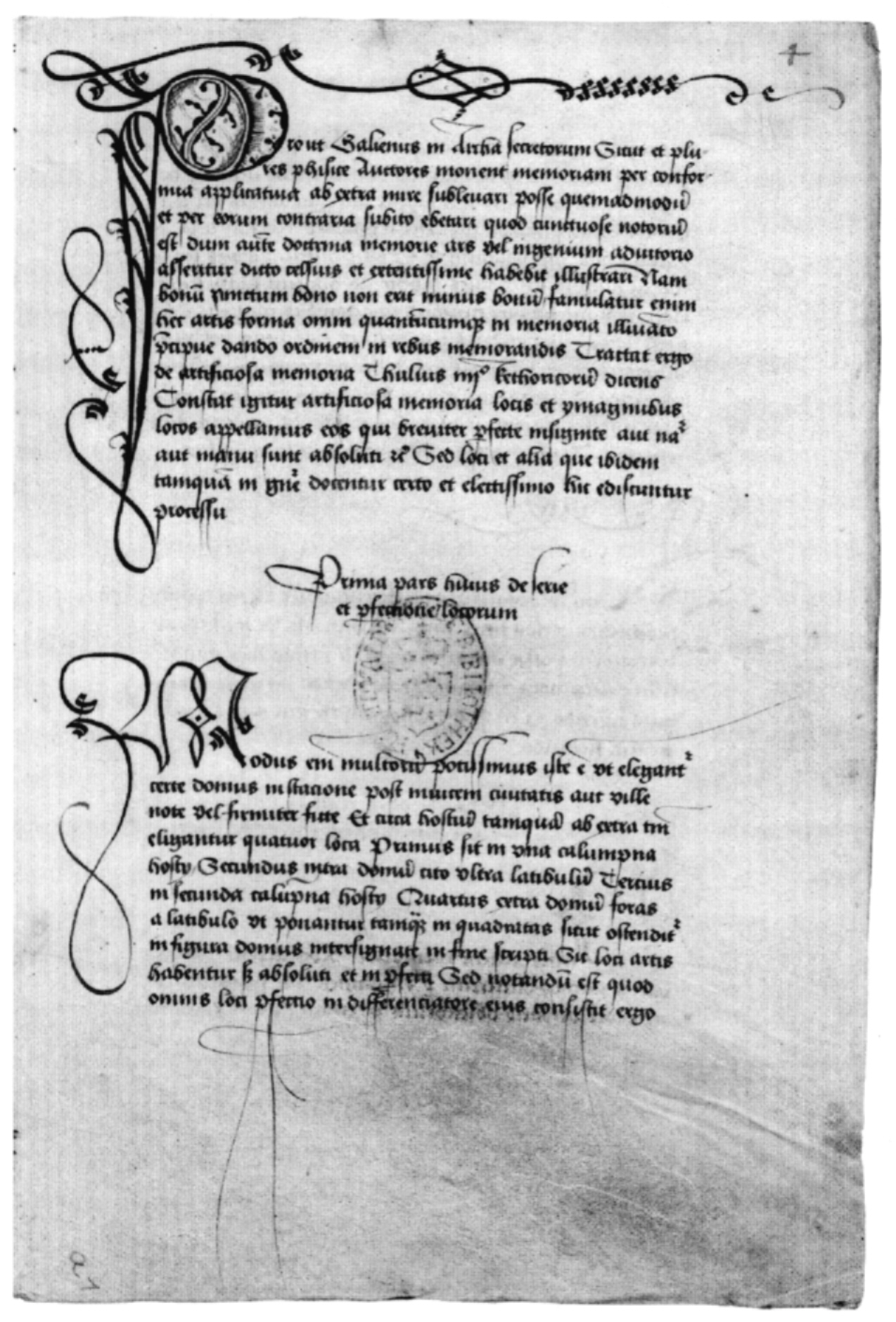
Beginn der „Gedächtniskunst“ (fol. 4r)

Der erste Text im Hausbuch ist eine lateinische Abhandlung über Methoden der Gedächtniskunst (ars memorandi). Der unbebilderte Text nimmt fol. 4r–5v ein. Die restlichen Blätter der ersten Pergament-Lage (fol. 6r–9v) sind leer.

### Planetenbilder
Der nächste Abschnitt (fol. 10v–17r) umfasst sieben astronomisch-astrologische Texte (vgl. auch den Begriff des Iatromathematischen Hausbuchs) über die fünf zum Entstehungszeitpunkt bekannten Planeten, den Mond und die Sonne sowie die jeweils zugeordneten Planetenkinder. Jeder Text wird von einer ganzseitigen Abbildung begleitet, die oben den Planeten als Turnierreiter zeigt, umgeben von den Symbolen der von dem Planeten beherrschten Sternbilder. Unter dem Himmelsgeschehen sind die Planetenkinder und ihre Tätigkeiten dargestellt. Im zugehörigen Text stellt sich der Planet in der Ich-Form und in vierhebigen, in Paaren gereimten Versen vor und erläutert jeweils sein „wurcken“ (Wirken). Die Bilder greifen die Angaben des Textes auf und veranschaulichen sie an zeitgenössisch aktuellen Szenen und Figuren.
Die Planetenbilder gelten als Hauptwerk des „Meister des Hausbuches“ (der auch „Meister des Amsterdamer Kabinetts“ genannt wird). Sie zeigen in liebevollem Detailreichtum Stände, Berufe und Szenen aus dem Alltagsleben der spätmittelalterlichen Gesellschaft. Als kulturgeschichtliche Quelle sind sie jedoch umstritten. So hat Norbert Elias mittels einer Szene aus dem Venus-Blatt, in der eine Frau zu einem Mann in den Badezuber steigt, seine These vom Zivilisationsprozess untermauert, nach der das Schamgefühl sich seit dem Mittelalter erst allmählich entwickelt habe. Hans Peter Duerr wiederum lehnt diese Deutung energisch ab und verweist darauf, dass das Blatt moralisierend Eigenschaften der Planetenkinder darstellt, aber nicht als Darstellung des Alltagslebens begriffen werden darf. Auch habe Elias übersehen, dass derartige Szenen nur für den modernen Betrachter scheinbar Gleichzeitiges schildern, in der mittelalterlichen Bildsprache aber für den Betrachter eindeutig aufeinanderfolgende Abläufe darstellen.
Nach den Planetenbildern fehlen zwei Lagen (also 8 Blätter) der Handschrift.

### Adeliges Leben
Als Nächstes folgen sieben doppelseitige Zeichnungen (fol. 18v–25r), die ohne begleitenden Text Szenen aus einem wohl mehr oder weniger fiktiven ritterlichen Leben zeigen. Ob die Bilder (alle oder teilweise) vom Meister des Hausbuches oder von einem anderen Künstler stammen, ist umstritten. Daniel Hess geht von letzterem aus und nennt diesen „Meister der Genreszenen im Hausbuch“.

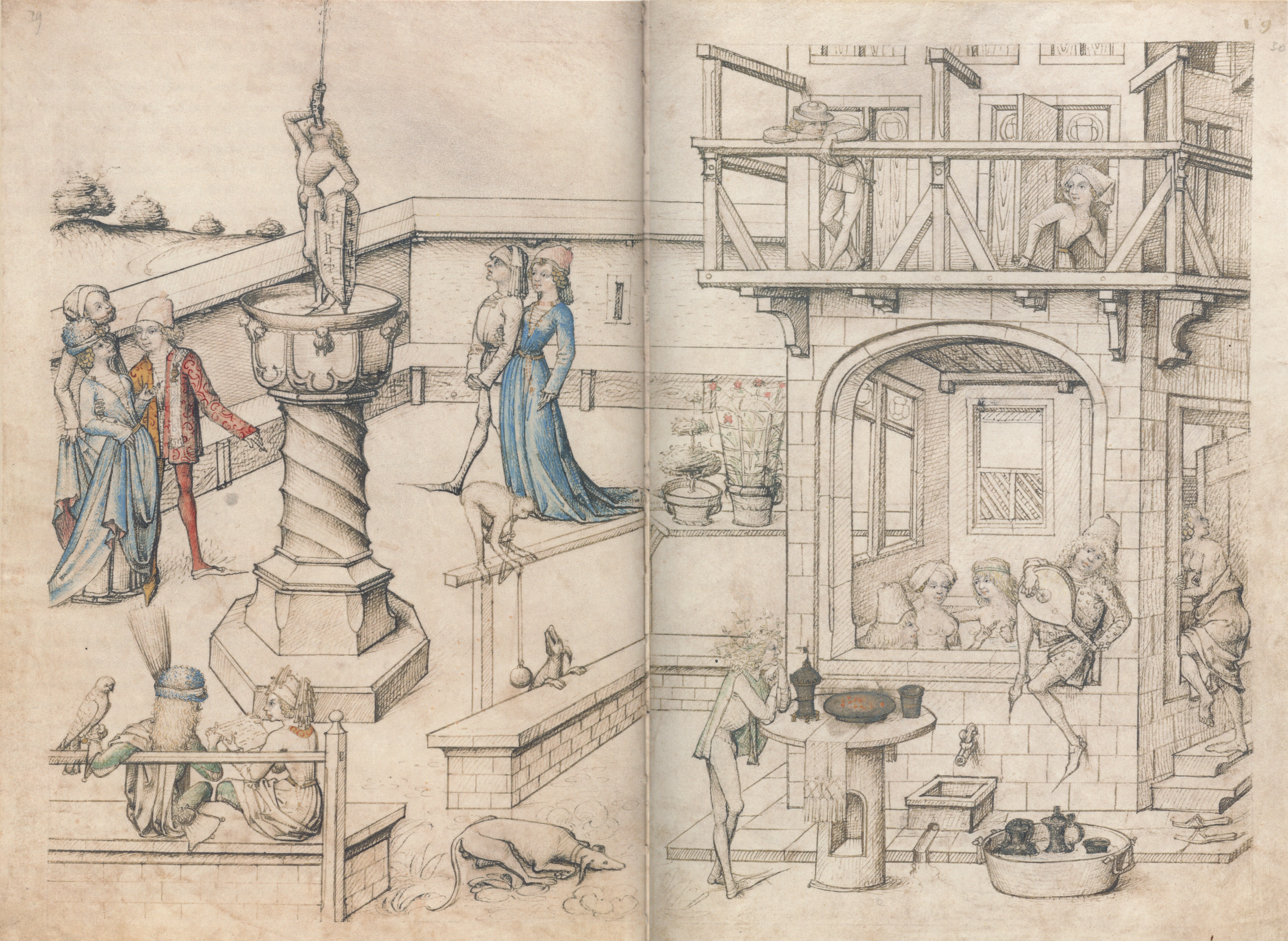
„Das Badehaus“ (fol. 18v–19r)

Der Zyklus beginnt mit der Darstellung eines Badehauses mit Garten (fol. 18v–19r). Gezeigt werden Unterhaltungen und Vergnügungen vom Vorlesen, Spazieren gehen im Garten bis hin zum gemeinsamen Baden der beiden Geschlechter. Am linken Bildrand führt ein Ritter im roten Gewand, der durch seine weiße Stola mit dem Bild einer Vase als Ritter des Kannenordens erkennbar ist, eine edle Dame in diese Welt ein. Dieser Ritter taucht auch auf allen weiteren Zeichnungen des Zyklus auf und führt den Betrachter so gleichsam durch die ritterliche Welt. Dem adeligen Alltag des Spätmittelalters dürfte das Badehaus-Bild kaum entsprechen; eher ist an eine überhöhte Schilderung eines Bordellbetriebs oder an eine eher allegorische Deutung zu denken. So verweist der Affe, der hier den neugierigen Hund mit dem Gewicht der eigenen Fessel wie mit einem Spielball lockt, in der christlichen Ikonographie als Symbol des Sünders auf das Laster.

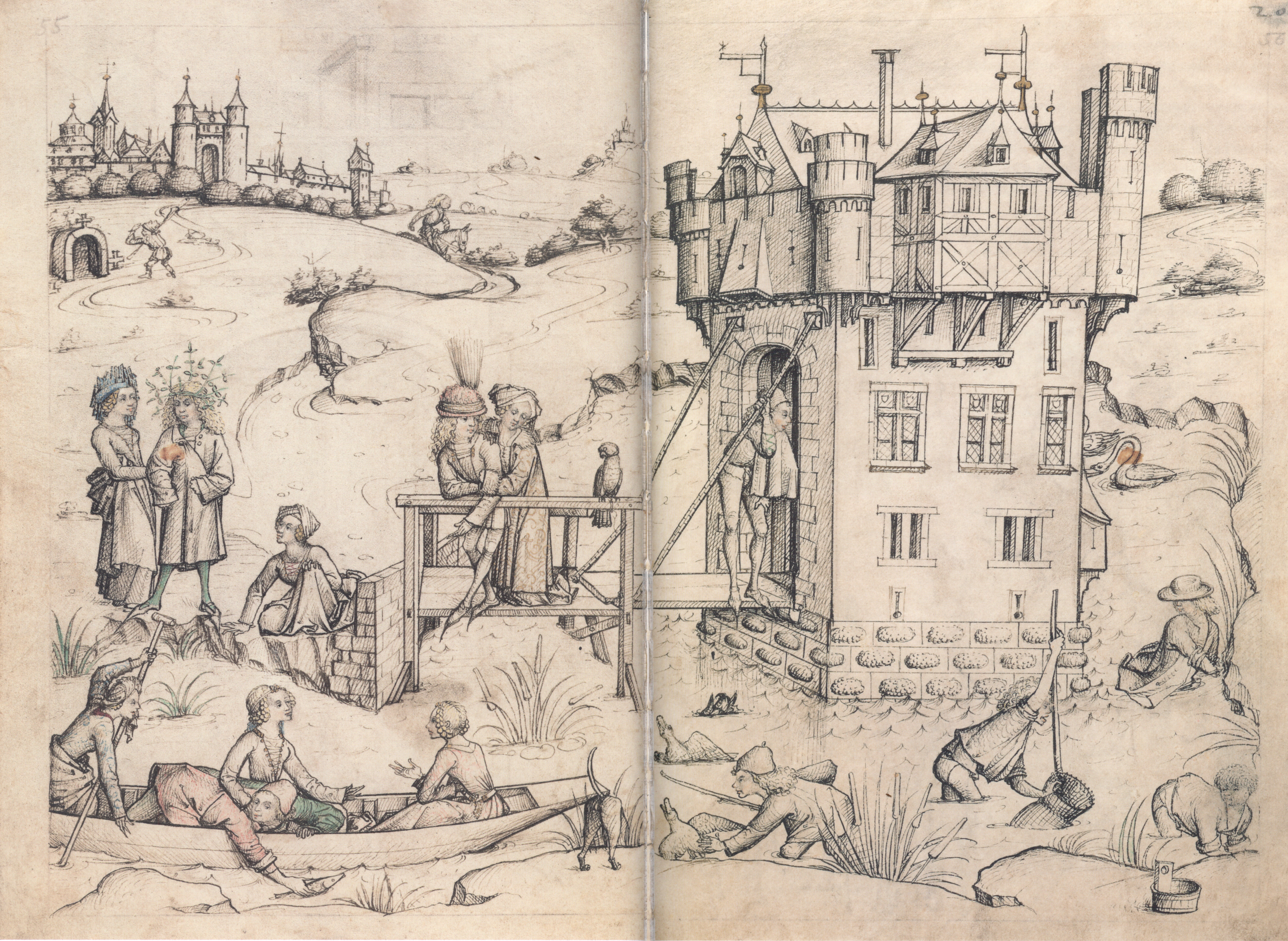
„Die Wasserburg“ (fol. 19v–20r)

Die Doppelseite fol. 19v–20r zeigt eine Wasserburg in der Nähe einer großen Stadt. Im Wassergraben jagt eine Figur eine der Enten, andere fischen mit einer Reuse. Vom linken Bildrand fährt ein Boot herein, in dem sich neben einem Ruderer und zwei Damen der Ritter des Kannenordens befindet, der mit der Hand einen Fisch fängt. Die Bildmitte wird von einem Liebespaar beherrscht, das von der Burgbrücke aus dem jagdlichen Treiben zusieht.

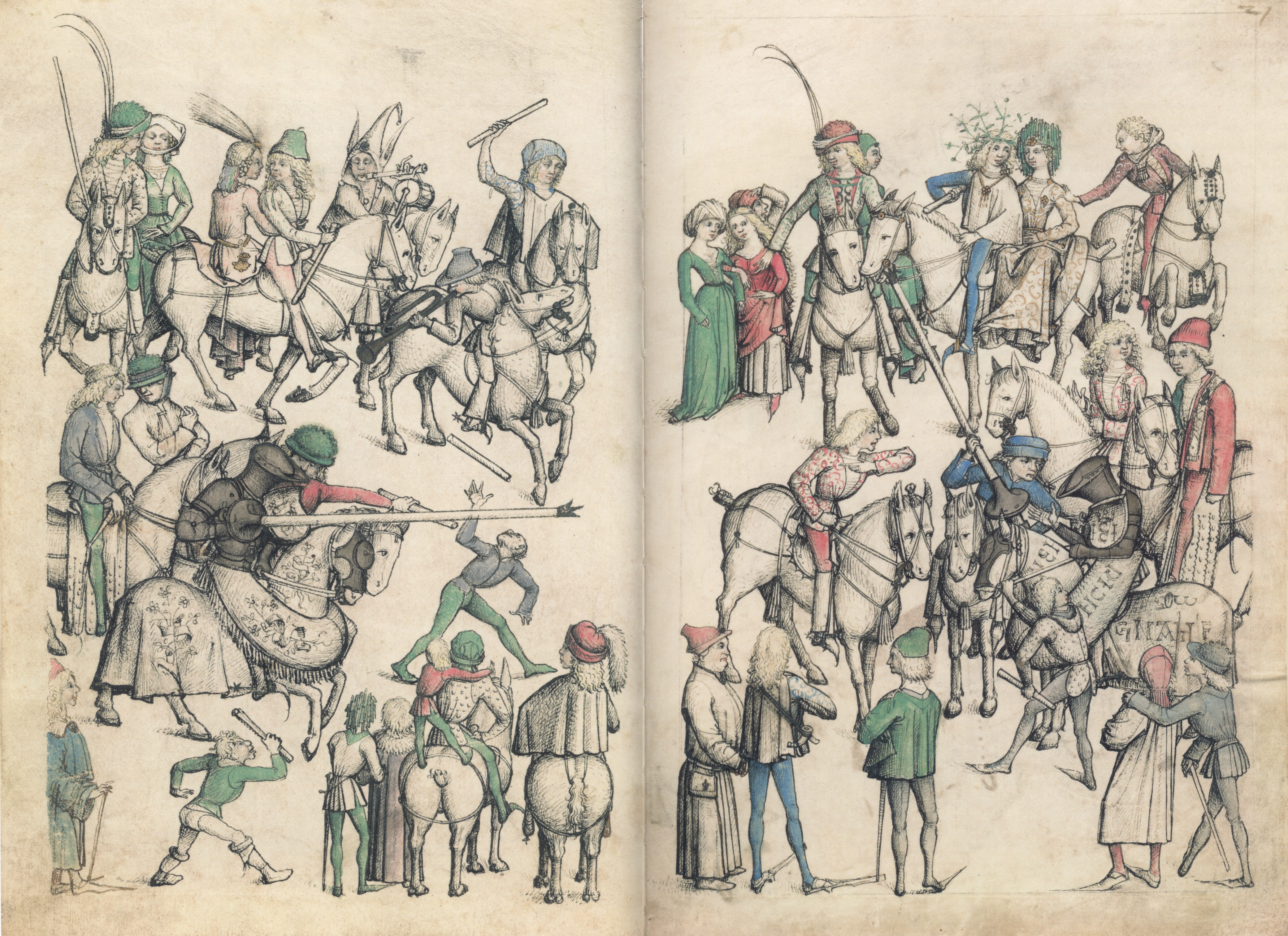
„Das Krönleinstechen“ (fol. 20v–21r)

Die folgenden Zeichnungen stellen zwei Formen spätmittelalterlicher Tjost-Turniere vor. Die erste zeigt die Vorbereitung zum eher beschaulichen „Krönleinstechen“ (fol. 20v–21r), einem sportlichen Zweikampf, bei dem ein Ritter in Vollharnisch einen anderen aus dem Sattel zu heben versuchen wird. Die verwendeten Lanzen sind durch ein kleines „Krönlein“ (Krönig) an der Spitze entschärft, die getragenen „Stechhelme“ schränken die Sicht sehr ein, und auch die Pferde sind gepanzert. Der Ritter auf der linken Bildseite ist bereits kampfbereit, dem Ritter auf der rechten wird gerade seine Lanze gereicht; ein Reiter (wohl ein Schiedsrichter) redet ihm zu. Die Bedeutung der auffälligen Buchstaben auf den Pferdeschabracken des rechten Ritters ist unklar. Unter den zahlreichen, festlich gekleideten Zuschauern sind vier Liebespaare, die jeweils zusammen auf einem Pferd sitzen, aber auch Einzelreiter (darunter ganz rechts ein Ritter des Kannenordens, der eine ebenfalls berittene Dame begleitet), Paare, einzelne Zuschauer, Kinder sowie links oben ein Narr mit Tambourin und Flöte.

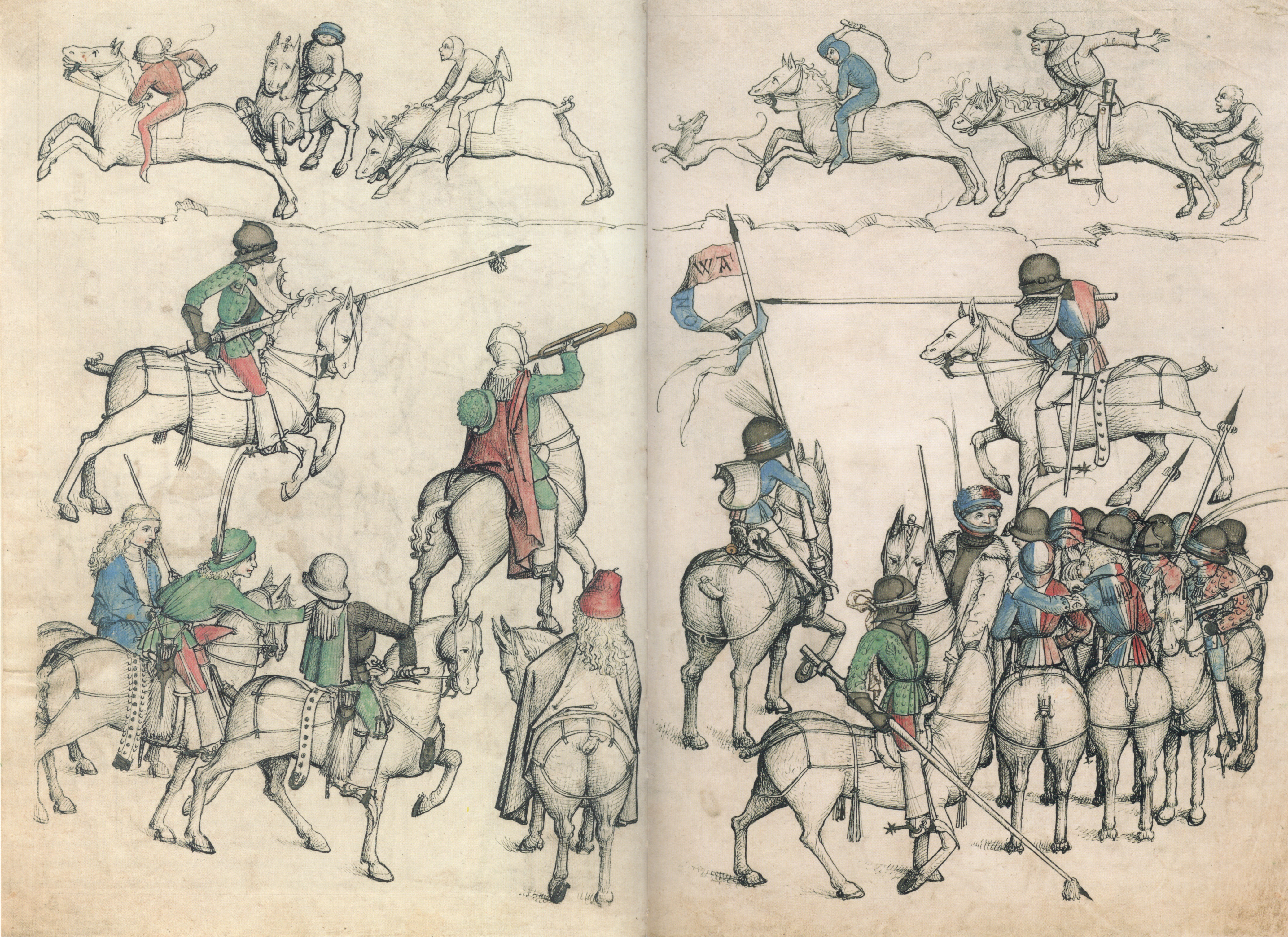
„Das Scharfrennen“ (fol. 21v–22r)

Die Doppelseite fol. 21v–22r stellt mit dem „Scharfrennen“ die gefährlichere und verletzungsträchtigere Form des Turniers vor, bei dem in normaler Kriegsrüstung mit spitzen Lanzen gekämpft wurde. Der Kampf hat gerade angefangen, die Pferde sind bereits im Lauf. Nur Krieger schauen der Szene zu; Damen, Kinder oder festliche Gewänder sind hier nicht zu sehen. Über dem Zweikampfgeschehen jagen Reiter in einem Pferderennen vorüber.

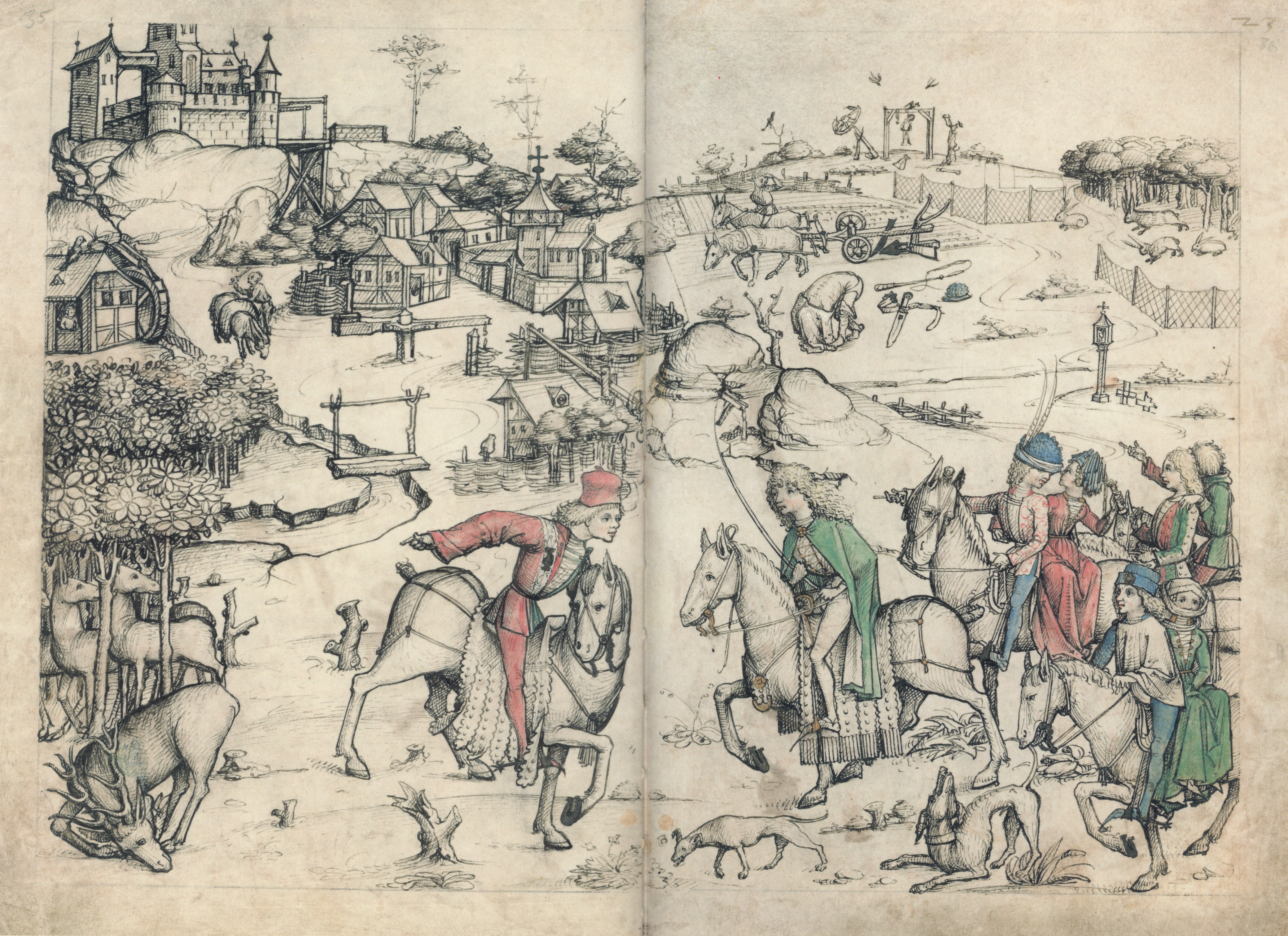
„Die Hochwildjagd“ (fol. 22v–23r)

Die erste von zwei Jagdszenen zeigt eine „Hochwildjagd“ (vol. 22v–23r). Im Vordergrund geht eine Jagdgesellschaft aus drei Reitern mit Dame sowie zwei einzelnen Reitern (darunter der Ritter des Kannenordens) der Hetzjagd auf Hirsche nach. Im Hintergrund dieser edlen Form der mittelalterlichen Jägerei zeigt ein weitgespanntes Panorama das Leben auf dem Lande. Unter der links oben thronenden Burg ist eine der seltenen Gesamtdarstellungen eines mittelalterlichen Dorfes zu sehen. Um eine Pfarrkirche sind mehrere Häuser gruppiert, die mit verschiedenen technischen Gerätschaften versehen sind. Am Bach ganz links eine Mühle, weiter unten am Bachlauf eine einfache Fußgängerbrücke. Der Hintergrund der rechten Bildhälfte zeigt einen Acker mit einem von zwei Eseln gezogenen Pflug und einem Bauern, der seltsame Verrenkungen anstellt (auf die der Reiter ganz rechts wohl seine Begleiterin aufmerksam macht), darüber eine Richtstätte mit einem am Galgen hängenden Hingerichteten, rechts oben einen von Hasen bevölkerten Wald, darunter einen Bildstock mit zwei Wegkreuzen.

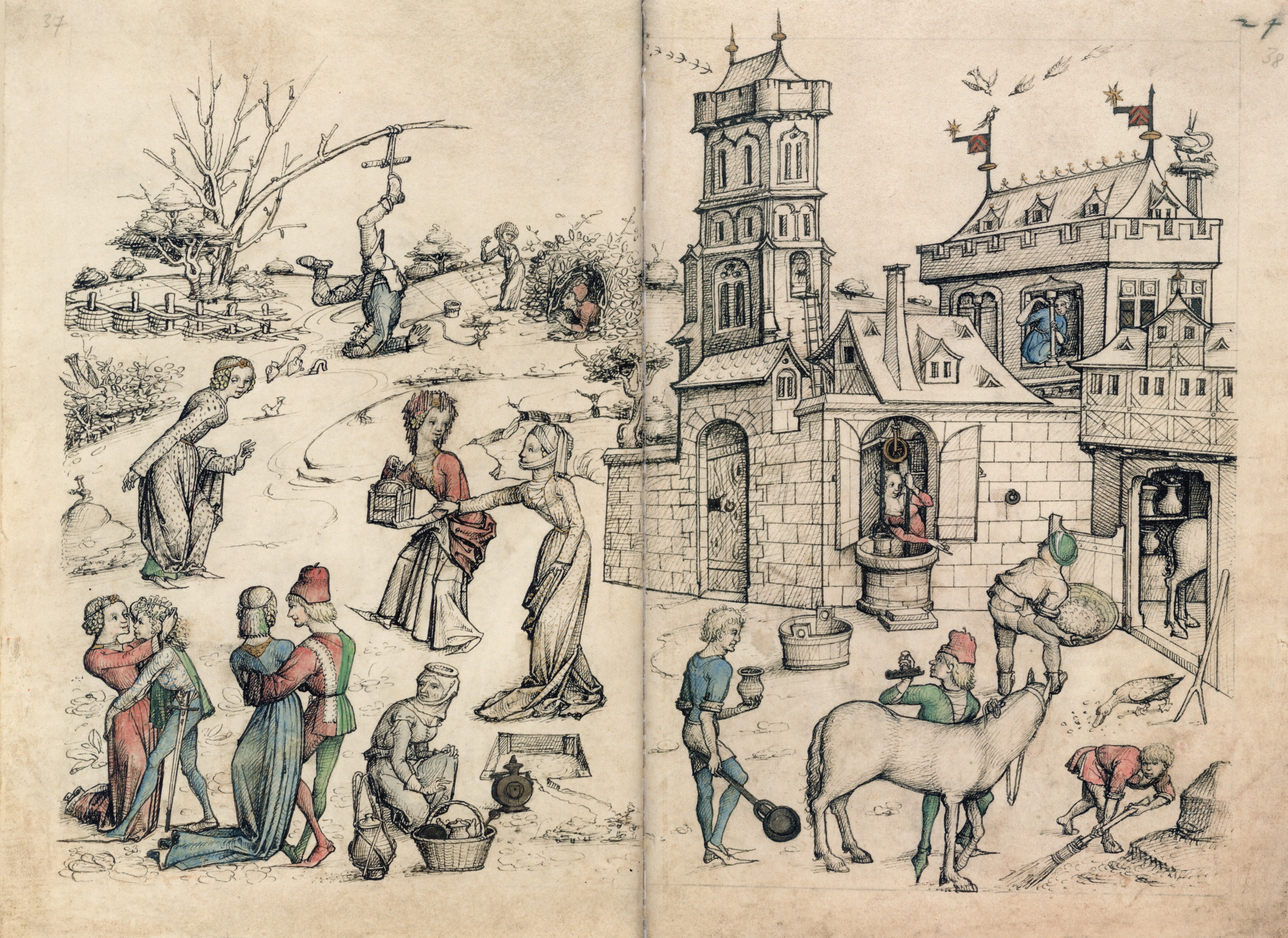
„Die Niederwildjagd“ (fol. 23v–24r)

Die „Niederwildjagd“ (fol. 23v–24r) hingegen spielt sich in der Nähe eines Burghofs ab. Rechts sieht man eine detailliert dargestellte Burg mit Ziehbrunnen, Pferdestall und zahlreichen Bediensteten. Die Jagd auf Kleintiere und Vögel ist im Hintergrund links dargestellt: ein Mann hängt kopfüber in einer Falle fest, ein anderer versteckt sich im Gebüsch. Im Gegensatz zu den anderen Bildern des Zyklus zeigt die „Niederwildjagd“ einen eher unnatürlichen Charakter, so dass sich symbolische Deutungen noch mehr als bei den anderen Bildern aufdrängen. Die Jagd ist in diesem Bild wie in anderen mittelalterlichen Bildern wohl ein Symbol für das Liebeswerben, das hier auch ganz unmittelbar dargestellt wird: Aus zwei Fenstern der Burg locken Frauen die Bediensteten auf dem Burghof an; links im Vordergrund vergnügen sich zwei engumschlungene Liebespaare (darunter der Ritter des Kannenordens), in der Bildmitte gehen drei Frauen – eine mit einem leeren Vogelkäfig – „auf die Jagd“.

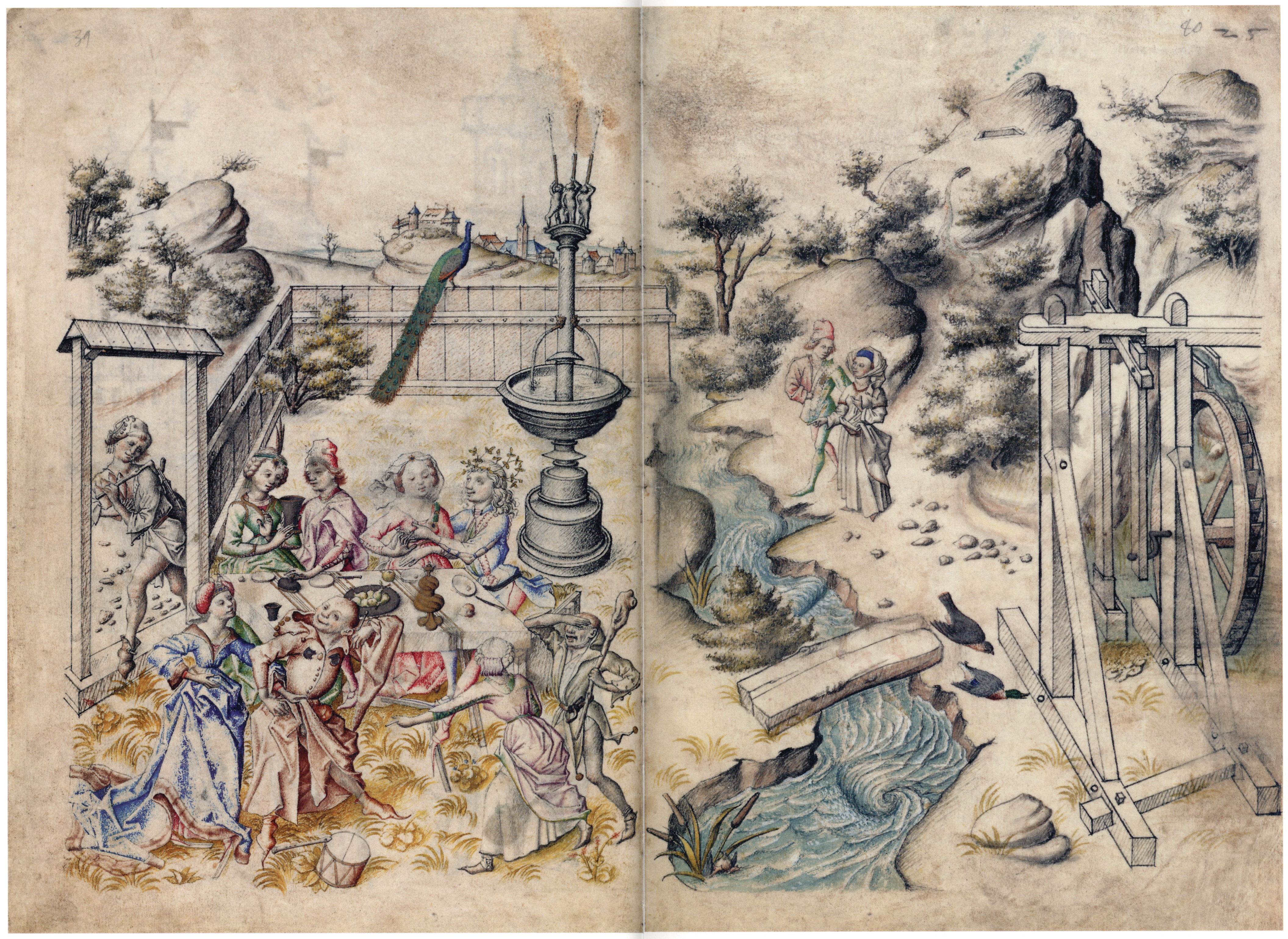
„Der obszöne Liebesgarten“ (fol. 24v–25r)

Die letzte Szene des Zyklus, der „obszöne Liebesgarten“ (fol. 24v–25r), zeigt einen weit vor einer Stadt gelegenen, eingezäunten Garten, in dem zwei an einem Tisch sitzende Liebespaare ganz handgreiflich Liebkosungen austauschen. Vor dem Tisch tanzen zwei Damen mit zwei Possenreißern. Wie im Hof des Badehauses auf dem ersten Bild des Zyklus ist ein künstlerisch gestalteter Brunnen zu sehen, ein Dudelsackspieler tritt in den Garten ein, auf dem Zaun sitzt ein farbenprächtiger Pfau, das Symbol für die Eitelkeit. Die Tischgesellschaft, das tanzende Paar vorne links und der eintretende Sackpfeifer sind dem Kupferstich „Der große Liebesgarten“ des Meisters E. S. nachgebildet (siehe auch Abbildung).
Durch einen reißenden Bach von dieser Gesellschaft getrennt und nur durch eine kleine Brücke erreichbar, erscheint in der rechten Bildhälfte eine im Vergleich ruhig wirkende Landschaft, die von einem Berg dominiert wird, auf den ein kleiner Weg führt. Dort spaziert der Ritter des Kannenordens mit einer Dame. Ganz rechts leitet eine detaillierte Darstellung eines wasserbetriebenen Pumpwerks schon zum nächsten, technischen Teil des Hausbuchs über.

### Rezepte
Die folgenden sechzehn Seiten fol. 26v–33r umfassen deutschsprachige Rezepte verschiedener Art. Von der Wundbehandlung mit Rezepten zur Blutstillung über Hilfe gegen Durchfall, Hämorrhoiden, Pest und andere Krankheiten bis zu einem Aphrodisiakum („Ein confect ut mulier petat coitum“, fol. 31v) reichen die Themen der medizinischen Rezepte, die die Sammlung anführt. Es folgen Rezepte für das Eisenhärten, das Färben von Stoffen, die – im bayerischen Raum auch schon um 1400 praktizierte und publizierte – Fleckenreinigung („Ein wasser zuo flecken“), Hinweise zur Schädlingsbekämpfung und zwei Kochrezepte (ein Rezept für „ein gebackens“ und ein Rezept für Quarkeierpfannkuchen). Die entscheidenden Zutaten der Rezepte sind teilweise in hebräischer Schrift verschlüsselt.
Der Rezeptteil des Hausbuches ist mit nur einer Illustration versehen, der ganzseitigen Zeichnung eines für die Entstehungszeit hochmodernen Spinnrads (fol. 34r). Das Bild gilt als erste Darstellung eines handgetriebenen Spinnrads mit Spinnflügel (und integriertem Spinnrocken), bei dem das gesponnene Garn automatisch über einen der Flügelarme mit Führungshäkchen auf die Spule aufwickelt wird. Zwei Ersatzspulen sieht man im Fach der Spinnrad-Bank liegen.

### Bergbau, Hüttenwesen, Münze

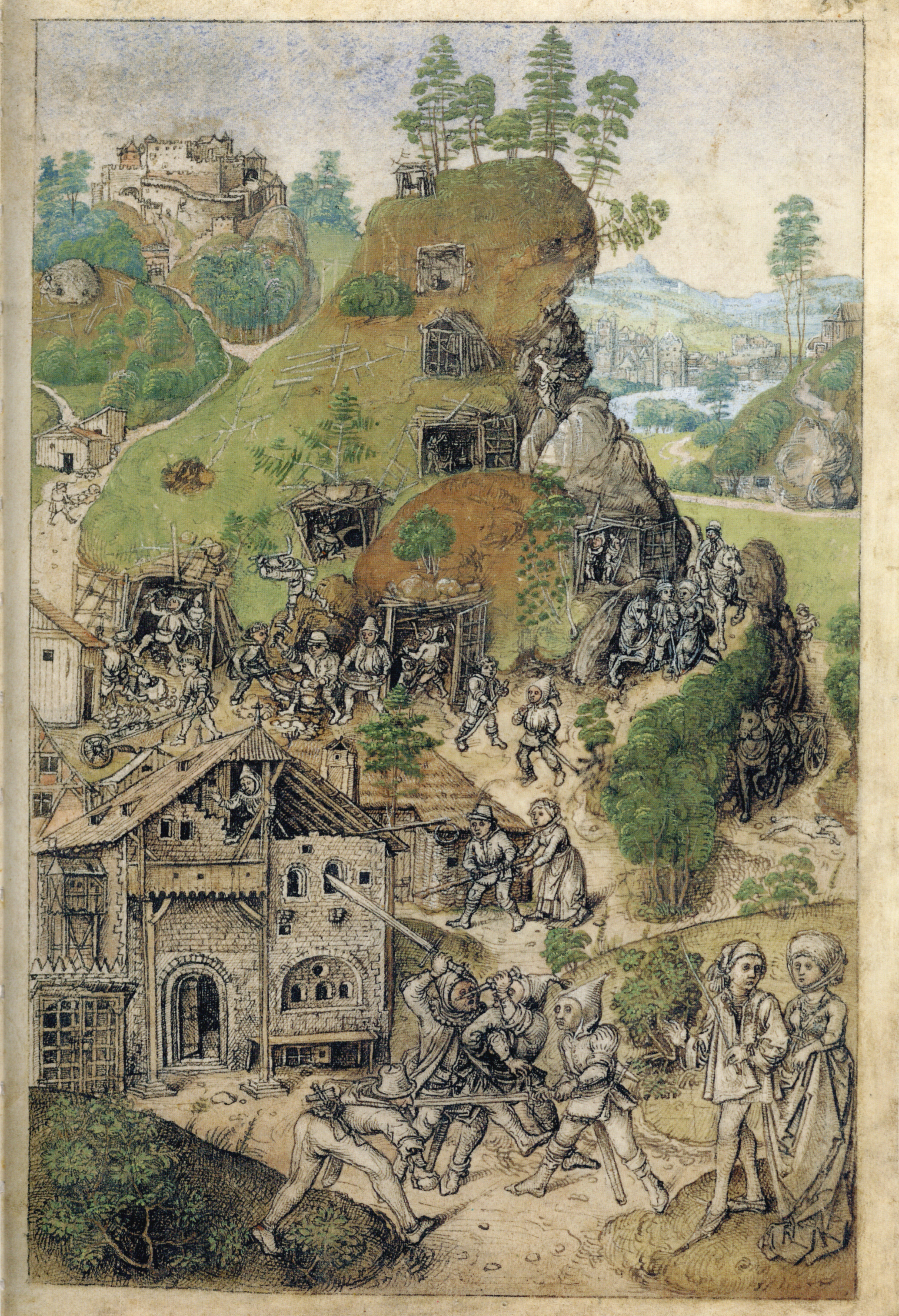
Bergwerkspanorama (fol. 35r)

Mit einer Wiederholung des einführenden ganzseitigen Wappenbilds (siehe oben) beginnt ein Abschnitt über Bergbau, Hüttenwesen und Münzwesen. Eine ganzseitige farbige Zeichnung (fol. 35r) gibt einen Überblick über den mittelalterlichen Bergbau: gezeigt wird die Arbeit in den Stollen (im Berg in der Bildmitte) ebenso wie die Zerkleinerung und der Transport des Erzes, ein großes (Verwaltungs-)Gebäude. Im Vordergrund in der Mitte ein wildes Handgemenge unter Bewaffneten, rechts dagegen wieder der Ritter des Kannenordens, der einer Dame das Geschehen zu erläutern scheint.
Es folgen Texte und Zeichnungen zum Bergwerk- und Hüttenwesen. Dargestellt wird unter anderem das Saigerverfahren zur Verhüttung von Erz, mehrere Arten von Blasebälgen, Pumpenwerke und Rammen. Die Zeichnungen auf den Seiten 35v und 36r gelten als die weltweit ersten Darstellungen eines Seigerhüttenwerks und fanden deshalb besondere internationale Beachtung.
Fol. 40r–41r enthalten Rezepte für die Verhüttung, bei denen alchemistische Zeichen für die Metalle stehen.

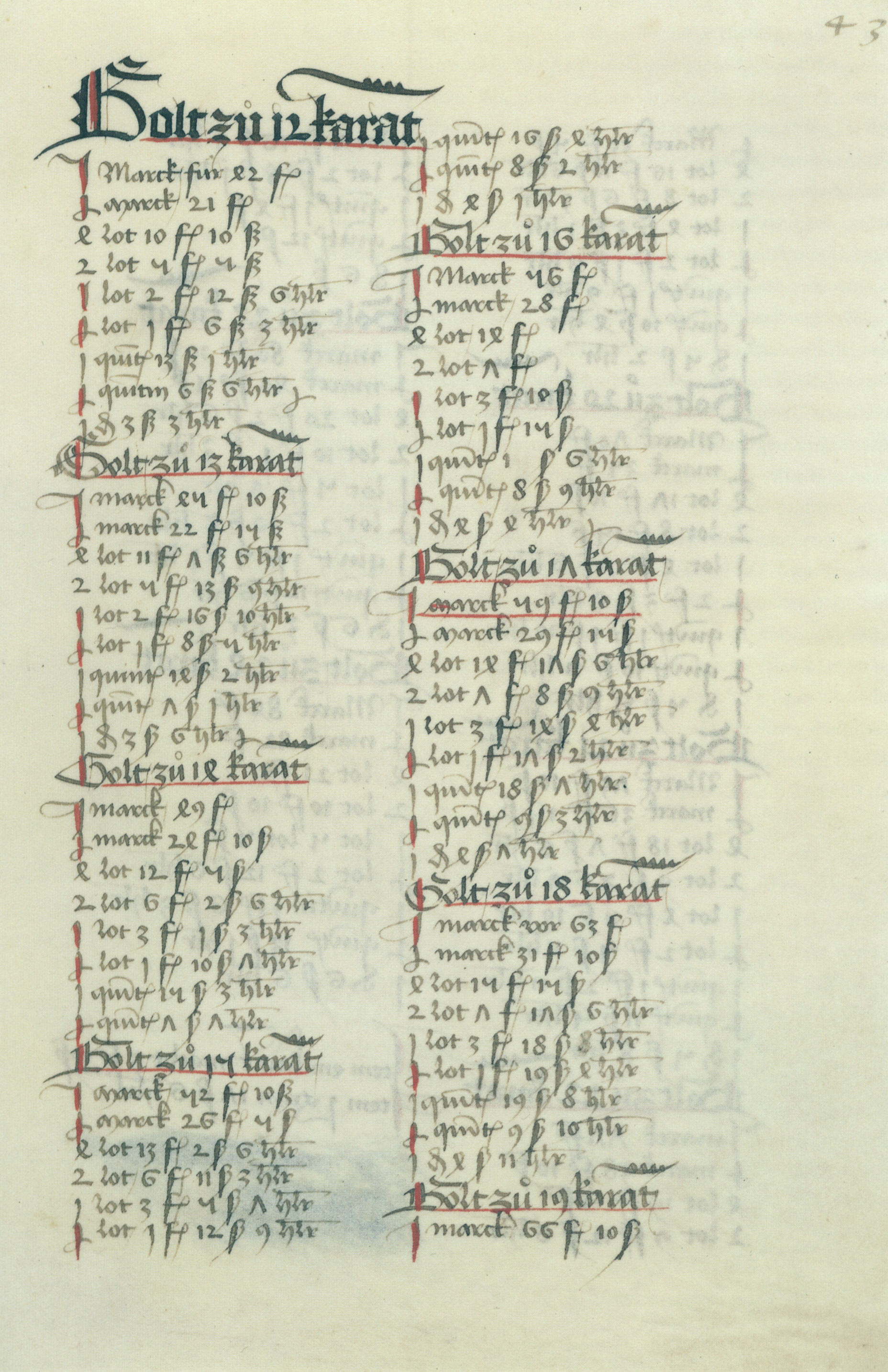
Wertabelle für Gold (fol. 43r)

Der folgende kurze Text „Von der müntze“ (42r) handelt vom Münzwesen, von Löhnen und Abgaben. Eine ausführliche Tabelle hilft bei der Bewertung von Goldmünzen je nach dem Goldgehalt in Karat. Die Umrechnungen werden in arabischen Ziffern angegeben.
Der kurze Text mit den Regeln zur Umrechnung gilt zusammen mit den Tabellen als beispiellos. Die Regeln wenden sich an einen Münzherren, der die doppelte Buchführung beherrscht, und geben ihm Rechenbeispiele an die Hand zur Kosten-Nutzen-Kalkulierung.

### Kriegstechnik
Der letzte Abschnitt des Hausbuchs ab fol. 48r befasst sich mit der Kriegstechnik. Reich illustriert mit Abbildungen von Geschützen und anderem Kriegsgerät illustriert wird ein Text über die Verteidigung einer Burg, der auch die psychologische Mannschaftsführung beinhaltet und für das militärische Schrifttum in dieser Form als einzigartig gilt. Ab fol. 57r folgt ein Traktat über die Büchsenmacherkunst.

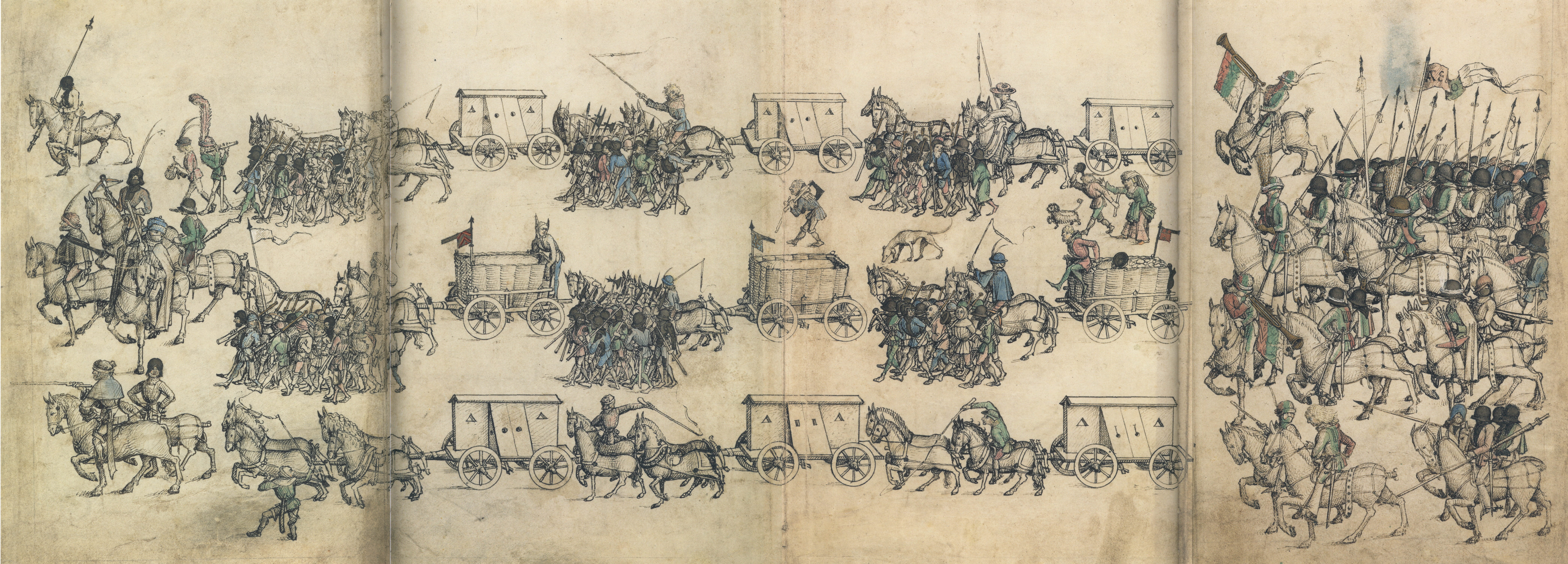
Ausklappbare Zeichnung eines Heerzuges (fol. 51v–52r1)

Auf einer großen ausklappbaren Schautafel (fol. 51v–52r1) ist ein Heerzug mit drei Reihen von Wagen abgebildet (in der Mitte der Provianttransport, außen bewaffnete Wagen), die von einem Tross Reiter gefolgt werden. Die Standarte des Trosses trägt das Habsburger-Motto A.E.I.O.U.

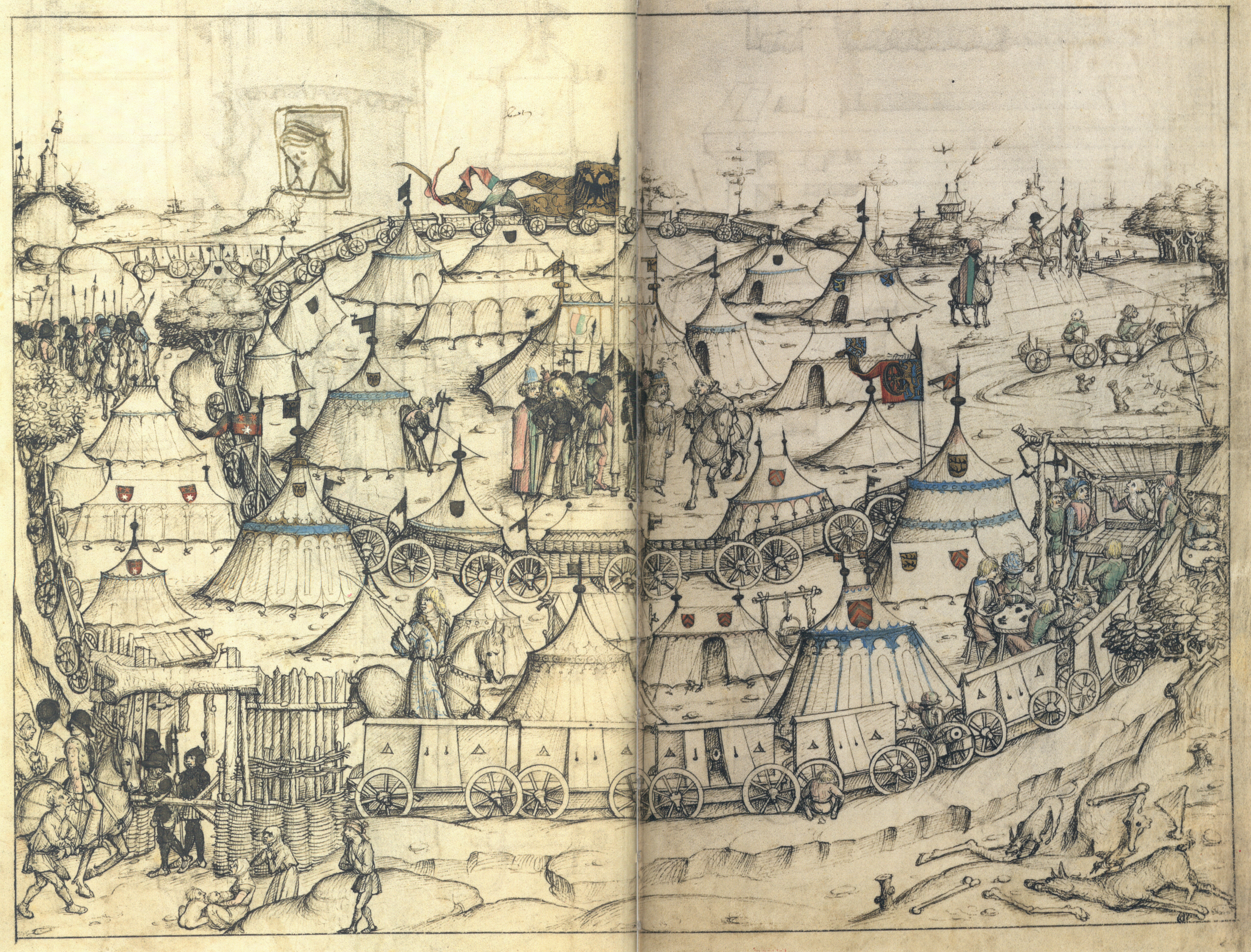
Heerlager (fol. 53–53r1)

Ein ausklappbare Zeichnung (fol. 53r–53r1) stellt ein fiktives Heerlager in Form einer Wagenburg vor. Viele kleine Szenen machen das Lagerleben lebendig: in der Mitte eine Besprechung von Feldherren, die sich um das kaiserliche Banner mit dem Doppeladler scharen, links am Tor Bettler, am rechten Bildrand Kartenspieler, darunter – außerhalb des Lagers – einige Tierkadaver.

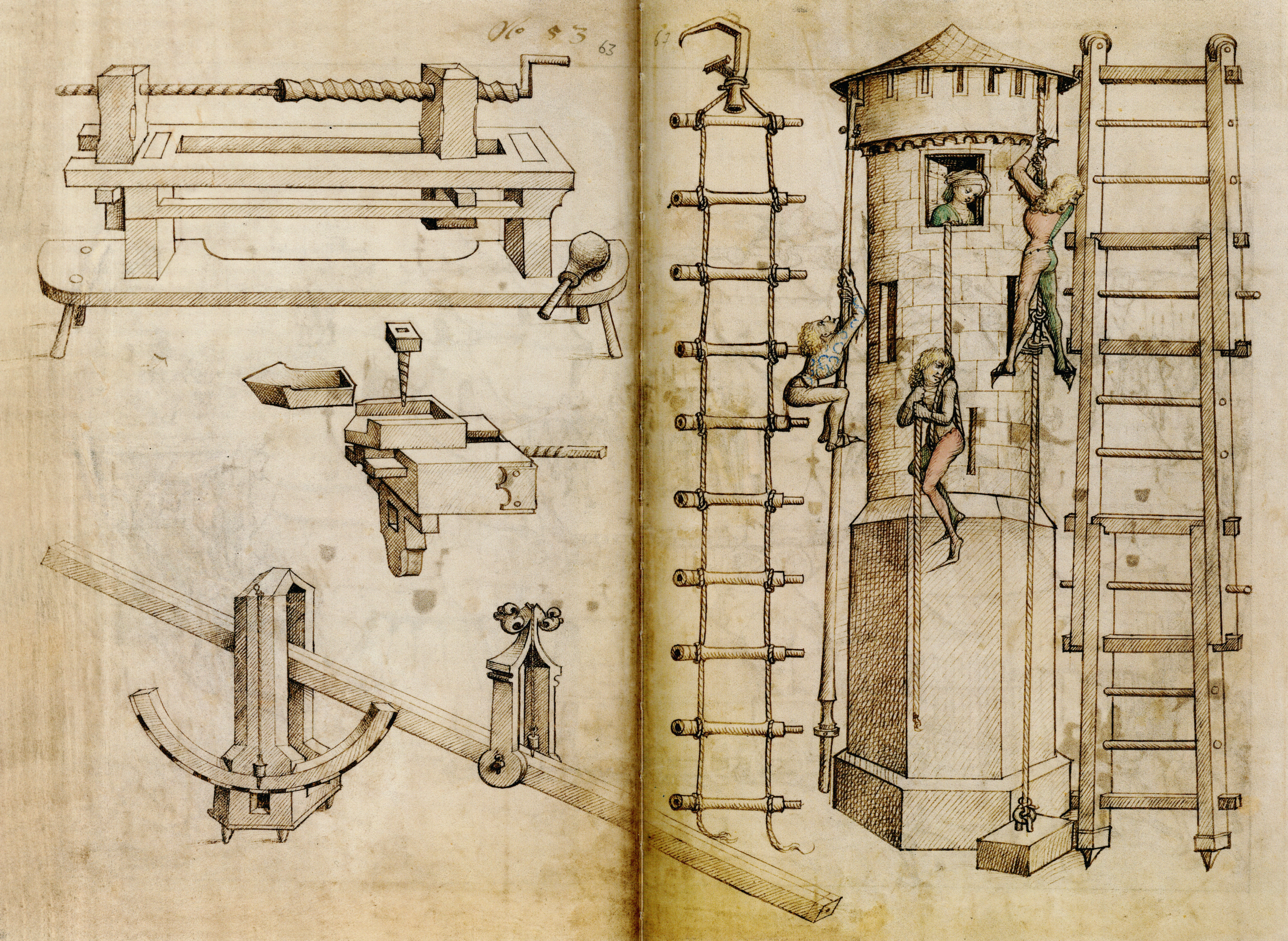
Drehbank, Waage und Steiggeräte (fol. 53v–53v1)

In zahlreichen Bildern werden in diesem Abschnitt viele Arten von Geschützen in detaillierten Zeichnungen vorgestellt, die der Tradition des Büchsenmeisters Hans Formschneider zugeordnet und damit auch in die Umgebung des sogenannten Hussitenkriegs-Ingenieurs und Konrad Gürtlers gerückt werden.
Die Rückseite des Heerlagers (fol. 53v–53v1) zeigt neben einer Drehbank und einer Waage Steiggeräte für die Belagerung, darunter eine Strickleiter und einen massiven Steigbaum. Das Bild wirkt besonders lebendig durch drei Männer, die kletternd einen Rundturm erobern, aus dessen Fenster eine Dame schaut.

## Besitzgeschichte

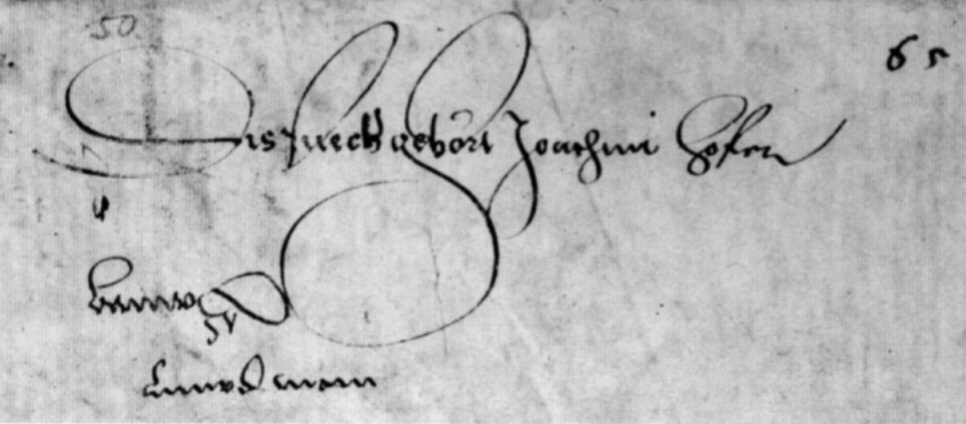
Ältester Besitzereintrag des Hausbuchs (auf fol. 65r)

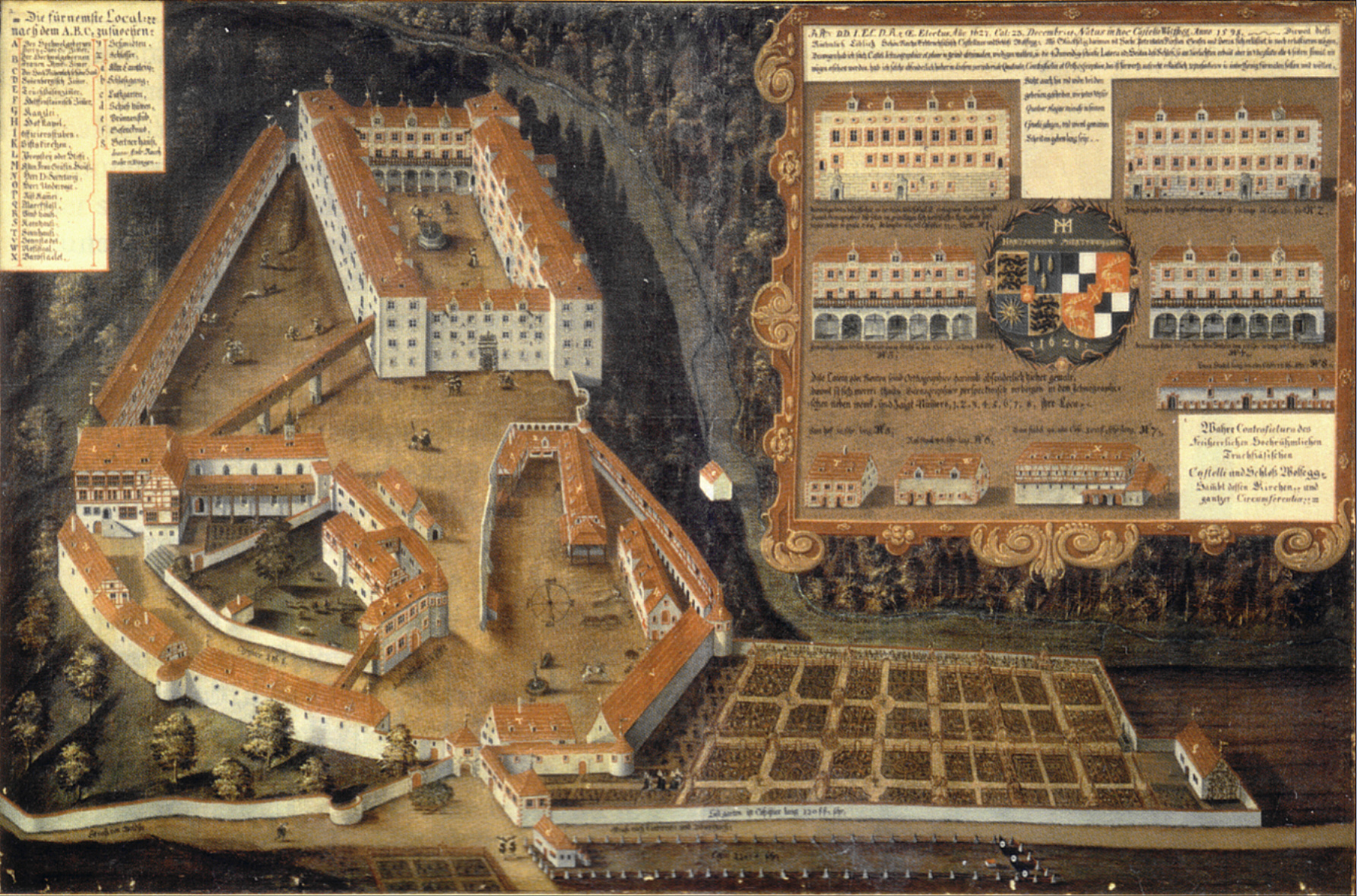
Schloss Wolfegg, 1628

Der Auftraggeber des Hausbuchs ist bislang nicht bekannt.
Die Einträge weiterer Besitzer des Hausbuchs wurden noch nicht eingehend erforscht, zumal die genannten Namen sehr verbreitet sind. So ist bisher unbekannt, wer den vermutlich frühesten Eintrag: Dis Puech gehort Joachim Hofen (fol. 65r) hinterließ. Ein weiterer Eintrag (fol. 65v) lautet lu[dwi]g Hof der Junger zog zu Innsprugg.
Im 17. Jahrhundert gelangte das Hausbuch in den Besitz des Reichserbtruchsessen Maximilian Willibald von Waldburg-Wolfegg, der einer der bedeutendsten Kunstsammler seiner Zeit war und den Grundstock für das Wolfegger Kupferstichkabinett legte, eine der größten Grafiksammlungen Europas. Seitdem wurde das Buch in Schloss Wolfegg im oberschwäbischen Wolfegg aufbewahrt.
Über die Bibliotheksbestände in Wolfegg ist in der Öffentlichkeit wenig bekannt; sie wurden auf Wunsch der Eigentümer auch nicht in das Handbuch der historischen Buchbestände aufgenommen. Das Mittelalterliche Hausbuch von Schloss Wolfegg wurde entsprechend dem Gesetz zum Schutz deutschen Kulturgutes gegen Abwanderung unter der Nummer 01404 als nationales Kulturgut verzeichnet.
Im Februar 2008 bestätigte das Haus Waldburg-Wolfegg-Waldsee den Verkauf an einen nicht genannten inländischen Käufer. Es soll sich um August von Finck junior handeln. Der Kaufpreis wurde gerüchteweise mit 20 Millionen Euro angegeben. Nach politischer Intervention der Stuttgarter Landesregierung wurde der Kauf jedoch vorläufig rückgängig gemacht, da eine nach dem Fideikommissauflösungsrecht notwendige Genehmigung des Regierungspräsidiums Tübingen nicht erteilt worden war. Im Mai 2008 wurde der Verkauf nachträglich genehmigt.

## Veröffentlichungen und Forschung
Hausbücher wurden zwar seit dem ausgehenden 18. Jahrhundert erwähnt, zum Beispiel von dem Bibliothekar Johann Christoph Adelung, ihnen wurde aber in der älteren Forschung des 19. Jahrhunderts, die sich zunächst auf die literarischen Texte des Mittelalters konzentrierte, wegen ihrer pragmatischen Ausrichtung wenig Bedeutung beigemessen. Seit der zweiten Hälfte des 20. Jahrhunderts wurden sie sowohl im Hinblick auf literatur- und buchwissenschaftliche Fragen als auch bezüglich der Auftraggeber- und Sammlerpersönlichkeiten von der Wissenschaft als bedeutende Quellen geschätzt.
Das Mittelalterliche Hausbuch von Schloss Wolfegg wurde im September 1855 von Konrad Dietrich Hassler bei der Versammlung des „Gesamtvereins der deutschen Geschichts- und Altertumsvereine“ in Ulm der Fachöffentlichkeit vorgestellt. Ernst Georg Harzen brachte 1860 das Hausbuch erstmals in Verbindung zum Urheber der Kupferstiche des Amsterdamer Kabinetts (und plädierte wenig überzeugend für den Ulmer Maler Bartholomäus Zeitblom als Urheber). Spätestens seit der ausführlichen Beschreibung jedes Blattes durch den Dürer-Forscher Ralf von Retberg 1865 und der Edition des Germanischen Nationalmuseums Nürnberg 1866 gilt das Hausbuch allgemein als erstrangiges Werk seiner Gattung. Die Zeichnungen des Hausbuchs waren für die Ausgabe von 1866 nicht faksimiliert, sondern nachgestochen worden; sie war schnell vergriffen, so dass im Jahre 1887 von August Essenwein, nunmehr Direktor des Germanischen Nationalmuseums, eine Neuauflage auf den Weg gebracht wurde. Der damalige Fürst von Waldburg-Wolfegg habe, so Essenwein in seinem Vorwort, wegen der Anstößigkeit einiger freizügiger Darstellungen die erneute Einsicht in die Handschrift untersagt. Weitere wissenschaftliche Beschreibungen liegen vor aus den Jahren 1912 in der Einführung der ersten und bis 1997 auch einzigen Faksimilierung der Zeichnungen in Schwarzweiß und 1997 in einem ausführlichen Kommentarband zu einer neuen und nunmehr vollständigen Faksimile-Ausgabe sowie 1999 in einem Artikel von Gundolf Keil im Verfasserlexikon (2. Auflage, Bd. 10).
Das Werk wurde für die Herstellung der Faksimile-Ausgabe entbunden; vor seiner erneuten Einbindung wurden die Zeichnungen als Einzelblätter in Ausstellungen im Städel in Frankfurt am Main (1997), im Haus der Kunst in München (1998), in der National Gallery in Washington (1998/99), in der Frick Collection in New York (1999) und im Landesmuseum Württemberg in Stuttgart (1999/2000) gezeigt. Aus diesem Anlass erschien 1997 auch eine für ein breiteres Publikum als das aufwändige, kommentierte Faksimile angelegte Publikation zum Mittelalterlichen Hausbuch von Wolfegg in deutscher und englischer Sprache unter dem Titel Venus und Mars.
Als jüngere, umfangreiche Zusammenstellungen von Forschungsaspekten gelten der Ausstellungskatalog Amsterdam/Frankfurt 1985, die Dissertation von Daniel Hess 1994 und die Beiträge in dem Kommentarband zur Faksimileausgabe von 1997. 2022 wurde eine neue Edition der Handschrift veröffentlicht, der wissenschaftliche Aufsätze zu einzelnen Themen wie dem Wissensprogramm oder dem künstlerischen Kontext des Werkes beigefügt sind. In dieser Sekundärliteratur sind umfangreiche Überblicke sowohl über die ältere Forschung und als auch über zentrale, noch offene Fragen zu finden.

## Ausgaben
- Mittelalterliches Hausbuch. Bilderhandschrift des 15. Jahrhunderts mit vollständigem Text und facsimilierten Abbildungen. Hrsg. vom Germanischen Nationalmuseum Nürnberg. Mit einem Vorwort von August Essenwein. Brockhaus, Leipzig 1866. Digitalisat (2. Auflage: Keller, Frankfurt am Main 1887; Nachdruck der 2. Auflage: Olms, Hildesheim 1986, ISBN 3-487-07721-3) maschinenlesbare Edition des Textes in der 2. Auflage auf Wikisource zugänglich
- Helmuth Th. Bossert, Willy F. Storck (Hrsg.): Das mittelalterliche Hausbuch nach dem Originale im Besitze des Fürsten von Waldburg–Wolfegg–Waldsee im Auftrage des deutschen Vereins für Kunstwissenschaft. Seemann, Leipzig 1912
- Christoph Graf zu Waldburg Wolfegg (Hrsg.), zusammen mit Gundolf Keil, Eberhard König, Rainer Leng und Karl-Heinz Ludwig: Das Mittelalterliche Hausbuch aus der Sammlung der Fürsten zu Waldburg Wolfegg. Band 1: Faksimile, Band 2: Kommentarband. Prestel, München/New York 1997, ISBN 3-7913-1838-1.
- Stephan Hoppe, Christoph Graf zu Waldburg Wolfegg (Hrsg.): Das Wolfegger Hausbuch. Was ein Fürst an der Schwelle zur Neuzeit wissen musste. WBG, Darmstadt 2022, ISBN 978-3-534-27411-6